# Shoreview
Shoreview är en stad (city) i Ramsey County i delstaten Minnesota i USA. Staden hade 26 921 invånare, på en yta av 32,78 km² (2020). Den är en del av storstadsområdet Minneapolis-Saint Paul.